# جوزپه بریزی
جوزپه بریزی (انگلیسی: Giuseppe Brizi؛ زادهٔ ۱۹ مارس ۱۹۴۲ – ۹ ژوئن ۲۰۲۲) بازیکن فوتبال اهل ایتالیا بود.
از باشگاه‌هایی که در آن بازی کرده‌است می‌توان به باشگاه فوتبال فیورنتینا اشاره کرد.